# Tapiratiba (kommun)
Tapiratiba är en kommun i Brasilien.   Den ligger i delstaten São Paulo, i den sydöstra delen av landet, 600 km söder om huvudstaden Brasília. Antalet invånare är 12 743.
Följande samhällen finns i Tapiratiba:
- Tapiratiba

Omgivningarna runt Tapiratiba är en mosaik av jordbruksmark och naturlig växtlighet. Runt Tapiratiba är det ganska glesbefolkat, med 50 invånare per kvadratkilometer.